# Mulona
Mulona is een geslacht van vlinders van de familie spinneruilen (Erebidae), uit de onderfamilie Arctiinae.

## Soorten
- M. barnesi Field, 1952
- M. grisea Hampson, 1900
- M. lapidaria Walker, 1866
- M. manni Field, 1952
- M. piperita Reich, 1933
- M. schausi Field, 1952